# Kasia Stankiewicz
Kasia Stankiewicz, właśc. Katarzyna Maria Stankiewicz (ur. 2 czerwca 1977 w Działdowie) – polska piosenkarka alternatywna i autorka tekstów.
W latach 1996–2000 wokalistka zespołu Varius Manx, z którym wydała albumy Ego (1996) i End (1997). Od 2000 artystka solowa, wydała cztery albumy: Kasia Stankiewicz (1999), Extrapop (2003), Mimikra (2006) i Lucy and the Loop (2014). W 2015 wznowiła współpracę z zespołem Varius Manx, z którym wydała album pt. Ent (2018).

## Życiorys
Uczęszczała do Miejskiego Domu Kultury w rodzinnym Działdowie. W 1995 zadebiutowała na profesjonalnej scenie muzycznej, występując w jednym z odcinków programu Szansa na sukces z udziałem zespołu Varius Manx; za interpretację piosenki „Zamigotał świat” zajęła pierwsze miejsce. Rok później została nową wokalistką zespołu, zajmując miejsce Anity Lipnickiej.
W marcu 1996 nagrała z zespołem materiał na ich pierwszą, wspólną płytę. W maju wydali zapowiadający płytę singel „Orła cień”, który stał się przebojem w kraju, docierając na szczyt wielu polskich list przebojów. 21 czerwca wydali album pt. Ego. Tydzień później wystąpili na 33. Krajowym Festiwalu Piosenki Polskiej w Opolu, na którym odebrali złotą płytę za sprzedaż albumu w kraju. Tego samego dnia album uzyskał status platynowej płyty. Drugim singlem z płyty został utwór „Ten sen”. W tym samym roku Stankiewicz nagrała utwór „Kamienne schodki” w duecie z Ireną Santor na potrzeby albumu artystki pt. Duety. W sierpniu wystąpiła na galowym koncercie laureatów festiwalu sopockiego w 1996. W październiku i listopadzie wyruszyła z Varius Manx w ogólnopolską trasę koncertową, w ramach której odwiedził 16 największych miast w Polsce. W trakcie koncertu w Warszawie odebrali multiplatynę za ponad 400 tys. sprzedanych egzemplarzy płyty Ego. W tym samym roku zdobyli dwie statuetki Złotego Mikrofonu „Popcornu” za przebój roku („Orła cień”) oraz za wygraną w kategorii „Zespół roku”. Stankiewicz otrzymała także nagrodę „Machinera” w kategorii „Debiutanka roku”, wręczaną przez magazyn „Machina”.
W lutym 1997 odbyła się premiera filmu Nocne graffiti, w którego ścieżce dźwiękowej znalazła się piosenka „Najlepszy z dobrych” nagrana przez Stankiewicz oraz trzy piosenki Varius Manx: „Małe zaćmienie”, „Nieme ściany” oraz „Ruchome piaski”, która stała się przebojem w kraju. Od marca do maja zespół nagrywał materiał na kolejny album, w międzyczasie Stankiewicz wzięła udział w nagraniu piosenek „Uratujcie go” i „Cicho tu” na płytę Kayah pt. Zebra. 7 września o godz. 12:00 zespół witał zaproszonych gości na dachu jednego z budynków w Warszawie, gdzie prezentował nowy album pt. End. Na płycie znalazło się 14 utworów, w tym m.in. singiel „Kiedy mnie malujesz”. Dzień później odbyła się premiera handlowa krążka, który w tym samym dniu uzyskał status złotej płyty. Piosenka „Czy tak chcesz” została włączona do akcji „Sprzątanie Świata” i promowała sprzątanie świata przez cały rok.
Pozostając wokalistką Varius Manx, Stankiewicz planowała w tym czasie solowy projekt. W latach 1997–1999 była jurorką w programie Mini Playback Show. 21 maja 1999 wydała swój solowy album, zatytułowany po prostu Kasia Stankiewicz, którego producentem był Michał Przytuła. Teksty na płycie napisała we współpracy z Tomaszem Wachnowskim i Kayah. Pierwszym singlem z albumu został utwór „Dopiero od jutra”, który od marca gościł na listach przebojów. W czerwcu wyruszyła w promocyjną trasę po Polsce, a potem grała kilkanaście koncertów w całym kraju. W marcu 2000 wydała z Varius Manx album pt. Najlepsze z dobrych, który powstał z okazji 10-lecia powstania zespołu. Płyta zawierała najpopularniejsze utwory grupy z ostatnich lat oraz cztery premierowe kompozycje. Płytę promował utwór „Teraz i tu”. 7 kwietnia w warszawskiej Sali Kongresowej odbył się jubileuszowy koncert zespołu, zaś w maju muzycy odbyli trasę koncertową z radiem RMF FM pod nazwą Majówka Varius Manx i RMF FM. W wakacje zagrali kilka koncertów w kraju. W czerwcu Stankiewicz otrzymała tytuł Miss Obiektywu na 36. KFPP w Opolu. Niedługo później odeszła z Varius Manx, by kontynuować karierę solową i rozpocząć przygotowania do wydania drugiej solowej płyty.
Wiosną 2001 radiową premierę miał utwór „Niepewność”, który nagrała w duecie z Michałem Żebrowskim na potrzeby jego albumu studyjnego pt. Lubię, kiedy kobieta. W wakacje zagrała koncert na warszawskim Moście Świętokrzyskim wspólnie z zespołem Tangerine Dream; wydarzenie miało służyć pojednaniu polsko-niemieckiemu. W tym samym roku zaczęła pracę nad kolejnym albumem solowym. Płyta została nagrana w studiach we Wrocławiu i Gdańsku, prace nad nią trwały trzy lata, a produkcją utworów zajął się życiowy partner Stankiewicz, Radosław Łuka. Jako że wytwórnia BMG Poland nie wierzyła w nagrany materiał, Stankiewicz sprzedała mieszkanie w Warszawie i postanowiła wydać album własnym sumptem. Pod koniec grudnia 2002 ukazał się pierwszy utwór z płyty – „Chciałabym być aniołem”, który promowany był przez Program 3 Polskiego Radia. Pierwszym singlem z albumu została natomiast piosenka „Schyłek lata”. W tym czasie Stankiewicz zagrała także pierwszy od dawna koncert w warszawskim klubie Qult. Album pt. Extrapop ukazał się w 2003, został bardzo dobrze przyjęty przez krytyków i publiczność. Drugim singlem z płyty została piosenka „Francuzeczka”, do którego powstał kontrowersyjny teledysk. Trzecim singlem z krążka został „Saint Etienne”, na którym utwór pojawił się także w wersji francuskiej. W tym samym roku Stankiewicz wzięła udział w nagraniach płyty ze świątecznymi piosenkami pt. Święta, Święta, na którą nagrała piosenki „Chciałabym być Aniołem” oraz „Tak jak śnieg” razem z Kubą Badachem i Mietkiem Szcześniakiem. Ponadto wystąpiła jako gość w licznych programach telewizyjnych, takich jak Kuba Wojewódzki, Poplista, Spełniamy marzenia, Śpiewające fortepiany, Bar czy Szansa na sukces. W 2004 ogłosiła przerwę w karierze z powodu narodzin swojego pierwszego dziecka.
W październiku 2006 wydała kolejny solowy album studyjny pt. Mimikra, który został wydany pod szyldem wytwórni EMI Music. Pierwszym singlem promującym album był utwór „4 ręce”, zaś drugim – „Marzec”, który miał swoją premierę w styczniu 2007. Trzecim singlem została piosenka „W środku myśli”, z którą Stankiewicz startowała w polskich preeliminacjach do konkursu „Sopot Festival 2007”, zaś czwartym – „Jedno zdjęcie z archiwum pamięci”. Na początku 2008 nagrała utwór „Night Club”, który znalazł się na ścieżce dźwiękowej serialu Pitbull. 25 kwietnia premierę miała płyta Martyny Jakubowicz pt. Te 30. urodziny, na którym znalazł się m.in. utwór „Baby w Meksyku” zaśpiewany przez Stankiewicz w duecie z artystką. W tym samym roku piosenka Stankiewicz „Run” pojawiła się w ścieżce dźwiękowej serialu TVP1 Londyńczycy.

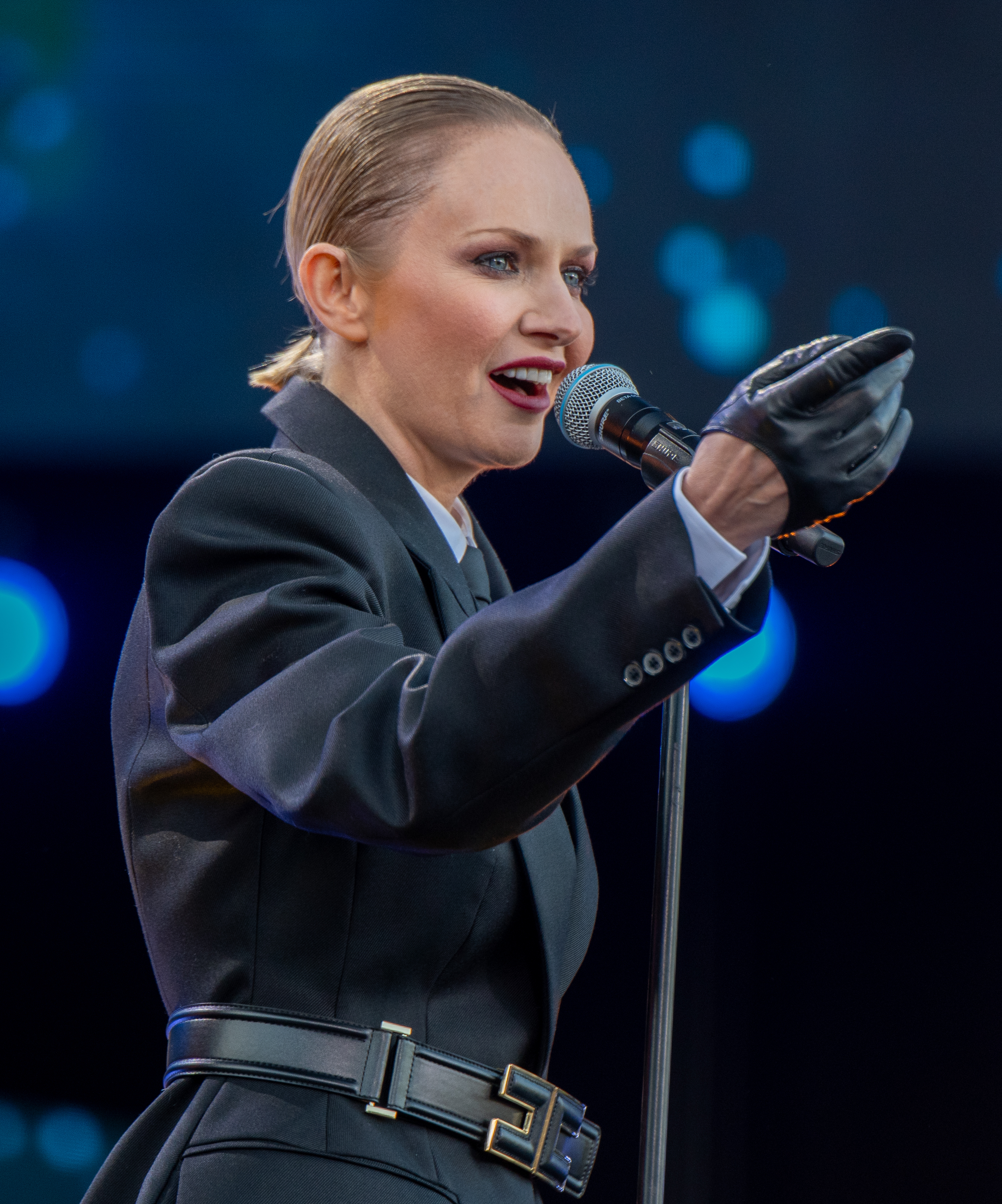
Stankiewicz podczas koncertu z Varius Manx (2023)

W tym samym czasie Stankiewicz pracowała nad nowym materiałem w studiach w Polsce i Wielkiej Brytanii, a producentem albumu został Eddie Stevens. Ostatecznie nagrania zostały zrealizowane w islandzkim studiu Bedroom Community. Kilkakrotnie przekładana premiera płyty spowodowana była pracą nad ostatecznym kształtem albumu, o którym sama piosenkarka powiedziała: to nie tylko mój nowy album, nad którym pracowałam ostatnie cztery lata, to multidyscyplinarny projekt, w który zaangażowali się artyści z całego świata. Ostatecznie album pt. Lucy and the Loop ukazał się 10 października 2014. Pierwszym singlem z płyty został utwór „Lucy”, do którego teledysk został zrealizowany w Islandii. Projektem pobocznym Lucy and the Loop była seria dziesięciu fotografii (autorstwa Kasi Bielskiej i Dominika Tarabańskiego), które były inspirowane piosenkami z albumu.
31 grudnia 2015 wystąpiła podczas koncertu sylwestrowego TVP2 we Wrocławiu, podczas którego zaśpiewała utwór Adele „Set Fire to the Rain” oraz „Orła cień” i „Ruchome piaski” wspólnie z zespołem Varius Manx. W tym czasie wznowiła współpracę z muzykami grupy, a w 2016 wyruszyła z nimi w jubileuszową trasę koncertową z okazji 25-lecia istnienia Varius Manx. Również w 2016 uczestniczyła w piątej edycji programu rozrywkowego Polsatu Dancing with the Stars. Taniec z gwiazdami oraz była nominowana do zdobycia statuetki Gwiazda Plejady w kategorii „metamorfoza roku”. W 2018 wydała z Varius Manx album pt. Ent, który promowali m.in. utworami „Biegnij”, „Kot bez ogona” i „Księżyc się zmęczył”. W 2020 uczestniczyła w drugiej edycji programu rozrywkowego TVP2 Dance Dance Dance, w którym występowała w duecie z siostrą, Anną.

## Życie prywatne
Ze związku z Radosławem Łuką ma syna Fryderyka (ur. 2004).

## Dyskografia
Albumy studyjne
| Ego (oraz Varius Manx)     | - Data: 21 czerwca 1996 - Wydawca: Zic Zac - Format: CD                                                 | –  | - POL: 400 000+ | - POL: 2× platynowa płyta |
| End (oraz Varius Manx)     | - Data: 13 kwietnia 1997 - Wydawca: Zic Zac - Format: CD                                                | –  | - POL: 200 000+ | - POL: platynowa płyta    |
| Kasia Stankiewicz          | - Data: 1999 - Wydawca: Zic Zac/BMG Poland - Format: CD                                                 | –  |                 |                           |
| Extrapop                   | - Data: 22 sierpnia 2003 - Wydawca: Raf/BMG Poland - Format: CD, digital download                       | 38 |                 |                           |
| Mimikra                    | - Data: 20 października 2006 - Wydawca: EMI Music Poland - Format: CD, digital download                 | –  |                 |                           |
| Lucy and the Loop          | - Data: 14 października 2014 - Wydawca: Warner Music Poland - Format: CD, digital download              | 33 |                 |                           |
| 25 Live (oraz Varius Manx) | - Data: 21 października 2016 - Wydawca: Agencja Muzyczna Polskiego Radia - Format: CD, digital download | 5  |                 |                           |
| Ent (oraz Varius Manx)     | - Data: 13 kwietnia 2018 - Wydawca: Agora - Format: CD, digital download                                | 2  | - POL: 15 000+  | - POL: złota płyta        |
| „–” album nie był notowany | |    |                 |                           |

Single
| Tytuł                                                  | Rok  | Pozycje na listach | Pozycje na listach | Pozycje na listach | Pozycje na listach | Pozycje na listach | Certyfikat             | Album                                   |
| Tytuł                                                  | Rok  | POL                | LP3                | SLiP               | RMF FM             | WiR                | Certyfikat             | Album                                   |
| ------------------------------------------------------ | ---- | ------------------ | ------------------ | ------------------ | ------------------ | ------------------ | ---------------------- | --------------------------------------- |
| „Horyzont” (oraz Kayah i Andrzej Krzywy)               | 1996 | –                  | 38                 | 30                 | –                  | –                  |                        | –                                       |
| „Dopiero od jutra”                                     | 1999 | –                  | 41                 | –                  | –                  | –                  |                        | Kasia Stankiewicz                       |
| „Żeby dostać trzeba dać” (oraz Kayah)                  | 1999 | –                  | 37                 | –                  | –                  | –                  |                        | Kasia Stankiewicz                       |
| „Niepewność” (oraz Michał Żebrowski)                   | 2001 | –                  | 33                 | –                  | –                  | –                  |                        | Lubię, kiedy kobieta (Michał Żebrowski) |
| „Chciałabym być aniołem”                               | 2002 | –                  | 46                 | –                  | –                  | 4                  |                        | –                                       |
| „Schyłek lata”                                         | 2003 | –                  | 13                 | 24                 | 1                  | 1                  |                        | Extrapop                                |
| „Francuzeczka”                                         | 2003 | –                  | 33                 | 23                 | 4                  | 2                  |                        | Extrapop                                |
| „Tak jak śnieg” (oraz Kuba Badach i Mietek Szcześniak) | 2003 | –                  | –                  | –                  | –                  | –                  |                        | –                                       |
| „Saint Etienne”                                        | 2004 | –                  | 48                 | –                  | 16                 | 9                  |                        | Extrapop                                |
| „4 ręce”                                               | 2006 | –                  | 24                 | –                  | 1                  | 1                  |                        | Mimikra                                 |
| „Marzec”                                               | 2007 | –                  | 6                  | 3                  | 1                  | 1                  |                        | Mimikra                                 |
| „W środku myśli”                                       | 2007 | –                  | 42                 | 6                  | 2                  | 1                  |                        | Mimikra                                 |
| „Jedno zdjęcie z archiwum pamięci”                     | 2007 | –                  | –                  | –                  | 6                  | –                  |                        | Mimikra                                 |
| „Run”                                                  | 2009 | –                  | 32                 | 8                  | –                  | –                  |                        | –                                       |
| „Lucy”                                                 | 2014 | –                  | –                  | –                  | –                  | –                  |                        | Lucy and the Loop                       |
| „Ameryka” (oraz Varius Manx)                           | 2016 | –                  | –                  | 37                 | –                  | 4                  |                        | 25 Live                                 |
| „Piątek” (oraz Varius Manx)                            | 2016 | 15                 | 50                 | 13                 | 6                  | 4                  |                        | 25 Live                                 |
| „Biegnij” (oraz Varius Manx)                           | 2017 | –                  | –                  | 44                 | –                  | 1                  |                        | Ent                                     |
| „Mgła nad Warszawą” (oraz Varius Manx)                 | 2018 | 32                 | 43                 | 36                 | –                  | 2                  |                        | Ent                                     |
| „Kot bez ogona” (oraz Varius Manx)                     | 2018 | 16                 | 24                 | 4                  | 2                  | 6                  | - POL: platynowa płyta | Ent                                     |
| „Przed epoką wstydu” (oraz Varius Manx)                | 2018 | 15                 | 42                 | 12                 | 1                  | 3                  |                        | Ent                                     |
| „Księżyc się zmęczył” (oraz Varius Manx)               | 2018 | –                  | –                  | 31                 | –                  | 1                  |                        | Ent                                     |
| „Śliwkowy deszcz” (oraz Varius Manx)                   | 2019 | –                  | 46                 | –                  | –                  | 4                  |                        | Ent                                     |
| „Enjoy The Silence”                                    | 2019 | –                  | –                  | –                  | –                  | –                  |                        | –                                       |
| „–” singel nie był notowany                            |      |                    |                    |                    |                    |                    |                        |                                         |

Teledyski
| Tytuł                                               | Rok  | Reżyseria        | Album                                   | Źródło |
| --------------------------------------------------- | ---- | ---------------- | --------------------------------------- | ------ |
| „Dopiero od jutra”                                  | 1999 | –                | Kasia Stankiewicz                       | [ 59 ] |
| „Niepewność” (Michał Żebrowski i Kasia Stankiewicz) | 2002 | –                | Lubię, kiedy kobieta (Michał Żebrowski) | [ 60 ] |
| „Schyłek lata”                                      | 2003 | Karolina Bendera | Extrapop                                | [ 61 ] |
| „Francuzeczka”                                      | 2003 | Joanna Rechnio   | Extrapop                                | [ 62 ] |
| „Saint Etienne”                                     | 2003 | Joanna Rechnio   | Extrapop                                | [ 63 ] |
| „4 Ręce”                                            | 2006 | Joanna Rechnio   | Mimikra                                 | [ 64 ] |
| „Marzec”                                            | 2007 | Grupa 13         | Mimikra                                 | [ 65 ] |
| „W środku myśli”                                    | 2007 | Grupa 13         | Mimikra                                 | [ 66 ] |
| „Lucy”                                              | 2014 | –                | Lucy and the Loop                       | [ 67 ] |
| „Ameryka” (oraz Varius Manx)                        | 2016 | Michał Pańszczyk | 25 Live                                 | [ 68 ] |
| „Piątek” (oraz Varius Manx)                         | 2016 | Michał Pańszczyk | 25 Live                                 | [ 69 ] |
| „Biegnij” (oraz Varius Manx)                        | 2017 | Michał Pańszczyk | Ent                                     |        |
| „Breath” (oraz Varius Manx)                         | 2018 |                  | Ent                                     |        |
| „Kot bez ogona” (oraz Varius Manx)                  | 2018 |                  | Ent                                     |        |
| „Księżyc się zmęczył” (oraz Varius Manx)            | 2018 |                  | Ent                                     |        |
| „Śliwkowy deszcz” (oraz Varius Manx)                | 2019 |                  | Ent                                     |        |

## Nagrody
- 1996 – zwycięstwo w konkursie premier w Opolu
- 1996 – złoty mikrofon od „Popcornu” za przebój „Orła cień”
- 1996 – Machiner za „debiut roku”
- 1998 – Nagroda publiczności dla Kasi Stankiewicz na Festiwalu Piosenki Krajów Nadbałtyckich w Karlshamn
- 1999 – drugie miejsce w konkursie premier w Opolu
- 1999 – nagroda dziennikarzy w Opolu
- 2016 – nagroda fotoreporterów i dziennikarzy na festiwalu w Opolu